# Саудовско-тунисские отношения
Саудовско-тунисские отношения — двусторонние дипломатические отношения между Королевством Саудовская Аравия и Тунисской Республикой.
Основную часть населения обоих арабских государств составляют мусульмане-сунниты, поэтому страны имеют во многом общее историческое наследие. Несмотря на это, они всё же периодически расходятся во мнениях по политическим вопросам: Саудовская Аравия — консервативное королевство, в то время как Тунис является либеральной республикой.
Саудовская Аравия содержит посольство в столице Туниса, а североафриканская республика имеет посольство в Эр-Рияде и консульство в Джидде.

## История
В VII веке, в результате арабских завоеваний, Северная Африка попала в исламскую сферу влияния. На территории современного Туниса, в городе Кайруан, расположена мечеть Укба, которая считается четвёртым священным местом в исламском мире.
С момента обретения Тунисом независимости от Франции двум арабским странам удалось в кратчайшие сроки наладить международное сотрудничество. На сегодняшний день, по мнению экспертов, Саудовская Аравия не оставляет попытки распространить на Тунис своё влияние и собственную исламскую доктрину. Кроме того, в свете ирано-саудовского конфликта внешнеполитический нейтралитет, провозглашённый правительством Туниса, хотя и способствовал укреплению международных связей республики с Ираном, в то же время спровоцировал негативную реакцию со стороны Саудовской Аравии.
В целом Саудовская Аравия критически восприняла события арабской весны, начавшейся в Тунисе, и в 2011 году, после произошедшей в республике революции, предоставила убежище свергнутому президенту Туниса Бен Али, являвшемуся давним другом саудовской королевской семьи. Тем не менее, новое правительство Туниса выразило недовольство решением Саудовской Аравии и потребовало выдачи бывшего президента Тунису для проведения судебных разбирательств.
Отношения Туниса и Саудовской Аравии окончательно перешли в фазу напряжённости после объявления Мухаммеда ибн Салмана Аль Сауда наследным принцем королевства. В ноябре 2018 года визит принца в Тунис сопровождался протестами местных жителей в связи с убийством журналиста Джамаля Хашогги.
В 2019 году в рамках саммита Лиги арабских государств король Салман ибн Абдул-Азиз Аль Сауд посетил Тунис в ответ на приглашение президента Баджи Каида Эс-Себси.